# Pierre Falize

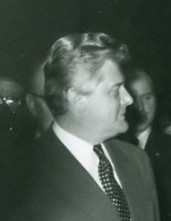
Pierre Falize (1974)

Pierre Marie Ernest-Edmond Falize (Schaarbeek, 13 mei 1927 - 's-Gravenbrakel, 18 juli 1980) was een Belgisch politicus, burgemeester en minister voor de PSB.

## Levensloop
Pierre Falize behaalde in 1949 een licentiaat in de farmaceutische wetenschappen aan de Université Libre de Bruxelles en werkte van 1951 tot 1953 als onderzoeker in farmaceutische en organische chemie aan deze universiteit. 
Hij groeide al snel uit tot een technisch expert binnen socialistische gezondheidsorganisaties. Van 1954 tot 1958 was hij hoofdapotheker in de kliniek César De Paepe en in dezelfde periode was hij opdrachthouder op het kabinet van minister van Volksgezondheid Edmond Leburton. Ook werd Falize benoemd tot directeur van de diensten voor medische en farmaceutische zorgen van het Nationaal Werk voor Oorlogsinvaliden. In die tijd publiceerde hij tevens het werk Le droit à la santé, evenals talloze artikels over de farmaceutische wetgeving. Van 1961 tot 1965 was hij adjunct-directeur-generaal van het laboratorium Sanders S.A. en in 1966 werd hij secretaris-generaal van het Nationaal Verbond van Socialistische Mutualiteiten. Bovendien werd Falize ondervoorzitter van de Hoge Raad voor Farmacie en lid van de technische raad voor farmaceutische specialiteiten binnen het Rijksinstituut voor Ziekte- en Invaliditeitsverzekering.
Van 1961 tot 1965 was hij opnieuw kabinetschef van Edmond Leburton, die toen minister van Sociale Voorzorg was. In die hoedanigheid redigeerde hij mee de wet van 1963 over de sociale zekerheid, waarop de overheid zich baseerde om tussen te komen in de ziekte- en invaliditeitsverzekering. Falize bleef de kabinetschef van Leburton toen die van 1965 tot 1966 als minister bevoegd was voor de coördinatie van het infrastructuurbeleid. 
In 1964 werd Falize voor de toenmalige PSB, de voorloper van de PS, verkozen tot gemeenteraadslid van Kasteelbrakel. Van 1971 tot 1976 was hij burgemeester van de gemeente. Na de fusie met Woutersbrakel belandde Falize tot augustus 1977 als raadslid in de oppositie.
Van 1971 tot 1977 zetelde Pierre Falize eveneens in de Senaat, waar hij van 1971 tot 1974 zetelde als gecoöpteerd senator, van 1974 tot 1977 als rechtstreeks gekozen senator voor het arrondissement Nijvel en van mei tot augustus 1977 als provinciaal senator voor Brabant. Als gevolg van de toen bestaande dubbelmandaten zetelde hij automatisch ook in de Cultuurraad voor de Franse Cultuurgemeenschap (1971-1977) en de voorlopige Waalse Gewestraad (1974-1977). Bovendien was hij van januari 1973 tot april 1974 minister van Franse Cultuur in de regering-Leburton, waarbij hij vanaf oktober 1973 eveneens bevoegd was voor Ruimtelijke Ordening en Huisvesting. In de Senaat was Falize lid van de commissie Culturele Zaken. Ook stond hij een volledige en definitieve regionalisering van Wallonië voor en  verdedigde hij de keuze voor Namen als hoofdstad van het Waalse Gewest. 
Door toenemende gezondheidsproblemen besloot Falize in augustus 1977 de actieve politiek te verlaten en werd hij door zijn partij aangesteld tot provinciegouverneur van Namen, ter opvolging van de overleden René Close. Hij werd gouverneur in een tijd waarin er volop werd gediscussieerd over de splitsing van de provincie Brabant, waarbij er sprake van was om het Waalse deel van de provincie aan te hechten bij de provincie Namen. Door zijn gezondheidsproblemen kon Falize echter moeilijk op dit debat wegen. Hij bleef gouverneur tot aan zijn overlijden in juli 1980, op 53-jarige leeftijd. 